# Akademici Praha VII
Akademici Praha VII (celým názvem: Hockeyový kroužek Akademikú Praha VII) byl český klub ledního hokeje, který sídlil v Praze. V roce 1911 se klub zúčastnil druhého ročníku Mistrovství zemí Koruny české. Klub skončil hned v prvním kole, když podlehl SHC Karlín 3:0.

## Přehled ligové účasti
Stručný přehled
Zdroj: 
- 1911: Mistrovství zemí Koruny české (1. ligová úroveň v Čechách)

Jednotlivé ročníky
Zdroj: 
Legenda: ZČ – základní část, červené podbarvení – sestup, zelené podbarvení – postup, fialové podbarvení – reorganizace, změna skupiny či soutěže
| Čechy (1911) |                               |           |         |                                     |          |
| Sezóny       | Soutěž                        | Úroveň    | ZČ      | Play-off, nadstavba, sk. o udržení… | Poznámky |
| 1911         | Mistrovství zemí Koruny české | 1. úroveň | nehráno | 1. kolo                             |          |